# The Slip (álbum)
The Slip, também conhecido como Halo 27, é o sétimo álbum de estúdio pelo Nine Inch Nails e foi lançado em 5 de maio de 2008. Num ato considerado revolucionário para a época, foi distribuído gratuitamente na internet em agradecimento aos fãs da banda, com opções de download em alta-qualidade (FLAC) e disponibilização de todo o encarte artístico em pdf.

## Faixas
- Todas as canções foram escritas por Trent Reznor.

1. "999,999" – 1:25
2. "1,000,000" – 3:56
3. "Letting You" – 3:49
4. "Discipline" – 4:19
5. "Echoplex" – 4:45
6. "Head Down" – 4:55
7. "Lights in the Sky" – 3:29
8. "Corona Radiata" – 7:33
9. "The Four of Us Are Dying" – 4:37
10. "Demon Seed" – 4:59

## Recepção
The Slip foi bem recebido pela crítica, com uma nota média de 78 (de 100) segundo o site Metacritic. A IGN deu ao álbum uma nota 8,8 de 10, afirmando: "Resumindo, The Slip é um disco incrível." O Toronto Star disse "[The Slip] dificilmente é descartável, parece um presente sincero para os fãs." Eric Harvey da Pitchfork deu ao álbum uma nota 7,5 (de 10), escrevendo: "a capacidade única de Reznor's unique capacity misturar explosões industriais violentas com baladas e passagens instrumentais ambientais aparece em sua melhor forma desde The Downward Spiral e aqui ganha muito do foco e restrição que muitos lembram costumavam ser seu cartão de visita."
Um mês e meio após seu lançamento, The Slip já havia sido baixado mais de 1,4 milhões de vezes do site oficial do Nine Inch Nails. A versão física do álbum estreou na décima-terceira posição na Billboard 200. Até a presente data, este álbum já vendeu mais de dois milhões de cópias pelo mundo.

## Formação
- Performance por Trent Reznor com Josh Freese, Robin Finck e Alessandro Cortini
- Produzido por Trent Reznor, Atticus Ross e Alan Moulder
- Mixado por Alan Moulder
- Programação por Atticus Ross
- Enginenharia de som por Michael Tuller, Atticus Ross e Alan Moulder
- Masterizado por Brian Gardner

## Tabelas musicais
| Paradas (2008)                                | Melhor posição |
| --------------------------------------------- | -------------- |
| Austrália (ARIA)                              | 22             |
| Áustria (Ö3 Austria Top 40)                   | 45             |
| Bélgica (Ultratop Flandres)                   | 34             |
| Bélgica (Ultratop Valônia)                    | 48             |
| Canadá (Billboard)                            | 12             |
| Países Baixos (Dutch Charts)                  | 54             |
| Finlândia (Suomen virallinen lista)           | 24             |
| França (SNEP)                                 | 177            |
| Alemanha (Offizielle Deutsche Charts)         | 33             |
| Irlanda (IRMA)                                | 40             |
| Itália (FIMI)                                 | 97             |
| Japão (Oricon)                                | 46             |
| Nova Zelândia (RMNZ)                          | 23             |
| Noruega (VG-lista)                            | 38             |
| Escócia (Official Scottish Albums)            | 28             |
| Suécia (Sverigetopplistan)                    | 35             |
| Suíça (Schweizer Hitparade)                   | 38             |
| Reino Unido (UK Albums Chart)                 | 25             |
| Reino Unido (UK Independent Albums Chart)     | 1              |
| Reino Unido (UK Rock & Metal Albums)          | 2              |
| Estados Unidos (Billboard 200)                | 13             |
| Estados Unidos (Billboard Independent Albums) | 1              |
| Estados Unidos (Top Alternative Albums)       | 3              |
| Estados Unidos (Dance/Electronic Albums)      | 1              |
| Estados Unidos (Top Rock Albums)              | 3              |